# 仁科峠
仁科峠（にしなとうげ）は、静岡県伊豆市と賀茂郡西伊豆町の境界に位置する峠で、伊豆半島西岸と内陸部を結ぶ。標高は897m。静岡県道59号伊東西伊豆線と静岡県道410号仁科峠宇久須線が通る。
名前の由来は「西那賀（にしなか）」な訛ったものと言われている。近代前は仁科峠から南東にある猫越（ねっこ）峠が東西を結ぶ交通の要であった。植生は駿河湾より吹き上げる強風のために、この峠より北の山稜には高木が育ちにくくクマザサが増える。

## 近隣施設等
- 仁科峠展望台
- 天城放牧場
- 西天城高原「牧場の家」

| 伊豆半島における仁科峠の位置 |